# Bit-60
Der Bit-60 war ein Heimcomputer, der im Jahr 1983 auf den Markt kam. Hergestellt wurde er von dem taiwanischen Computerspiele- und Konsolen-Hersteller Bit Corporation, der seinen Sitz in Taipeh hatte.

## Technische Daten
Er basierte auf dem 8-bit-Prozessor 6502 mit 1 MHz Taktfrequenz und verfügte über 2 KB RAM, der auf 48 KB erweitert werden konnte, sein ROM war 8 KB groß. Er konnte im Textmodus eine Auflösung von 26 × 24 und im Grafikmodus von 156 × 192 Pixeln erreichen und 128 Farben, sowohl auf dem Bildschirm als auch als Zeichenfarben darstellen. Den Ton erzeugten zwei eingebaute Tongeneratoren.
Bei der Tastatur handelt es sich um eine 46-Tasten-Gummitastatur (somit ähnlich wie beim ZX Spectrum). Zudem enthielt sie zehn definierte Benutzerfunktionen und eine spezielle BASIC-SHIFT-Taste, die dazu führte, dass die über einer Taste stehenden BASIC-Befehle direkt eingegeben werden konnten.
Das Prozessor-Betriebssystem war, wie für Heimcomputer dieser Zeit überwiegend üblich, ein BASIC-Dialekt.

## Peripherie
Der Bit-60 hatte die in den 1980er Jahren für Heimcomputer übliche Ausstattung mit Schnittstellen zur Außenwelt. Dazu gehörte:
- einen Erweiterungsport
- ein Kassettenanschluss (2400 Baud)
- einen Audio-Ausgang
- einen RGB-Monitor-Anschluss sowie den ansonsten allgemein üblichen UHF-Port zum Anschluss des Computers an einen normalen Fernseher
- zwei Joystick-Anschlüsse
- optional eine Centronics Drucker-Schnittstelle

Außergewöhnlich war jedoch der vorhandene Modulschacht; mit diesem wollte der Computerspielehersteller, der Bit Corporation in erster Linie war, das Käuferinteresse ankurbeln, da so auf hunderte von für die Systeme ColecoVision und Atari 2600 bereits vorhandene Spiele zurückgegriffen werden konnte.

## Kompatibilität
Der Bit-60 war aufgrund vieler hardwareseitiger Ähnlichkeiten kompatibel zu dem Atari 2600 aus dem Jahr 1977.